# Kertosono (Banyu Urip)
Kertosono is een bestuurslaag in het regentschap Purworejo van de provincie Midden-Java, Indonesië. Kertosono telt 1068 inwoners (volkstelling 2010).